# Tragic Hero Records
La Tragic Hero Records è un'etichetta discografica statunitense fondata nel marzo 2005, con sede a Raleigh, Carolina del Nord.
Concentrata specialmente sulla scena metal e hardcore punk statunitense, ha pubblicato, tra gli altri, album di band come Alesana, A Skylit Drive e letlive.

## Artisti

### Attuali
- A Skylit Drive
- Bad Luck
- The Dead Rabbitts
- He Is Legend
- Illuminate Me
- Invent, Animate
- Nevada Rose
- Set to Stun
- Sleep City
- Strawberry Girls

### Passati
- Akissforjersey
- Alesana
- Armor for the Broken
- Boxbomb
- Brighter Than a Thousand Suns
- Called to Arms
- Chasing Safety
- Confide
- Crossfaith
- Deathblow
- Delusions
- Erra
- Everyone Dies in Utah
- Eyes Like Diamonds
- A Faylene Sky
- The Fight Between Frames
- Finch
- Ghost of a Fallen Age
- Graves of Valor
- Greeley Estates
- In Other Words
- It's Like Love
- Iwrestledabearonce
- Kelsey and the Chaos
- Knives Exchanging Hands
- letlive.
- Miracle at St. Anna
- Motionless in White
- My Hero Is Me
- The Morning Of
- Scapegoat
- Sirens and Sailors
- Sky Eats Airplane
- Telescreen
- This Romantic Tragedy
- To Speak of Wolves
- We Are Giant
- Wrath and Rapture
- Yearling
- The Young Electric
- Your Name in Vain
- We Are Defiance